# Frédéric Soulié

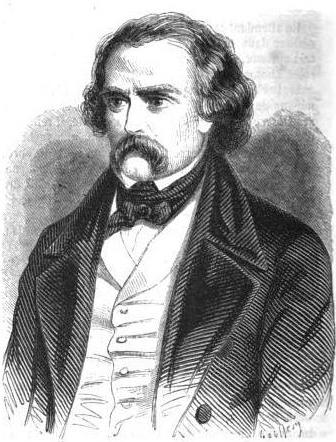
Radierung von 1848

Frédéric Soulié (* 23. Dezember 1800 in Foix, Département Ariège; † 23. September 1847 in Bièvres, Département Essonne) war ein französischer Dramatiker, Romancier, Kritiker und Journalist. Zusammen mit Honoré de Balzac, Eugène Sue und Alexandre Dumas dem Älteren bildete er das Viergespann der großen Feuilletonisten zur Zeit der so genannten Julimonarchie (1830–1848). Die größten Erfolge des heute weitgehend vergessenen Autors waren der Roman Les Mémoires du Diable und das Drama La Closerie des genêts.

## Leben und Werk
Frédéric Souliés Vater, François Melchior Soulié, war Professor der Philosophie an der Universität Toulouse und trat danach in die Armee ein, wo er von 1790 bis 1818 im Range eines Colonel (Oberst) oder Lieutenant-Colonel (Oberstleutnant) diente. Aus der Armee schied er wegen einer Malariaerkrankung aus. Bis zum Alter von vier Jahren blieb Frédéric mit seiner Mutter in Mirepoix, dann folgte er seinem Vater nach Nantes und Poitiers, wo er 1815 das Gymnasium abschloss. In Paris studierte er Jurisprudenz, bis er wegen seiner liberalen Gesinnung und seiner angeblichen Sympathie für die Carbonari-Bewegung nach Rennes versetzt wurde. 1824 kehrte er mit seinem Vater nach Paris zurück.
Unter dem Künstlernamen F. Soulié de Lavelanet veröffentlichte er schon früher verfasste Gedichte in dem Poesieband Amours françaises, poèmes, suivis de trois chants élégiaques. Der Publikumserfolg war gering, aber er fand damit Zutritt in die Autorenkreise der Hauptstadt, zu denen sein Mentor Casimir Delavigne gehörte. Seinen Lebensunterhalt verdiente Soulié als Direktor eines Sägewerkes. Sein erstes aufgeführtes Bühnenwerk war eine Übersetzung und Bearbeitung von William Shakespeares Romeo und Julia (Roméo et Juliette) am 10. Juni 1828 im Théâtre National de l’Odéon. Im nächsten Jahr erschien sein eigenes romantisches Werk Christine à Fontainebleau, das am 13. Oktober 1829 ebenfalls im Odéon auf die Bühne kam. Da das Drama ein Misserfolg war, wandte er sich enttäuscht vom Theater ab und begann Novellen zu schreiben. Sein nächstes Drama, Une Nuit du duc de Montfort, hatte jedoch am 17. Juni 1830 Erfolg. In der Julirevolution von 1830 kämpfte er auf Seiten der Aufständischen und wurde mit dem Ordre de la Croix de Juillet dekoriert. Nach der Wiederherstellung der Ruhe schrieb er mit Balzac und Eugène Sue für Zeitungen wie La Presse, La Mode und Le Voleur, sowie einige kleine Bühnenstücke.

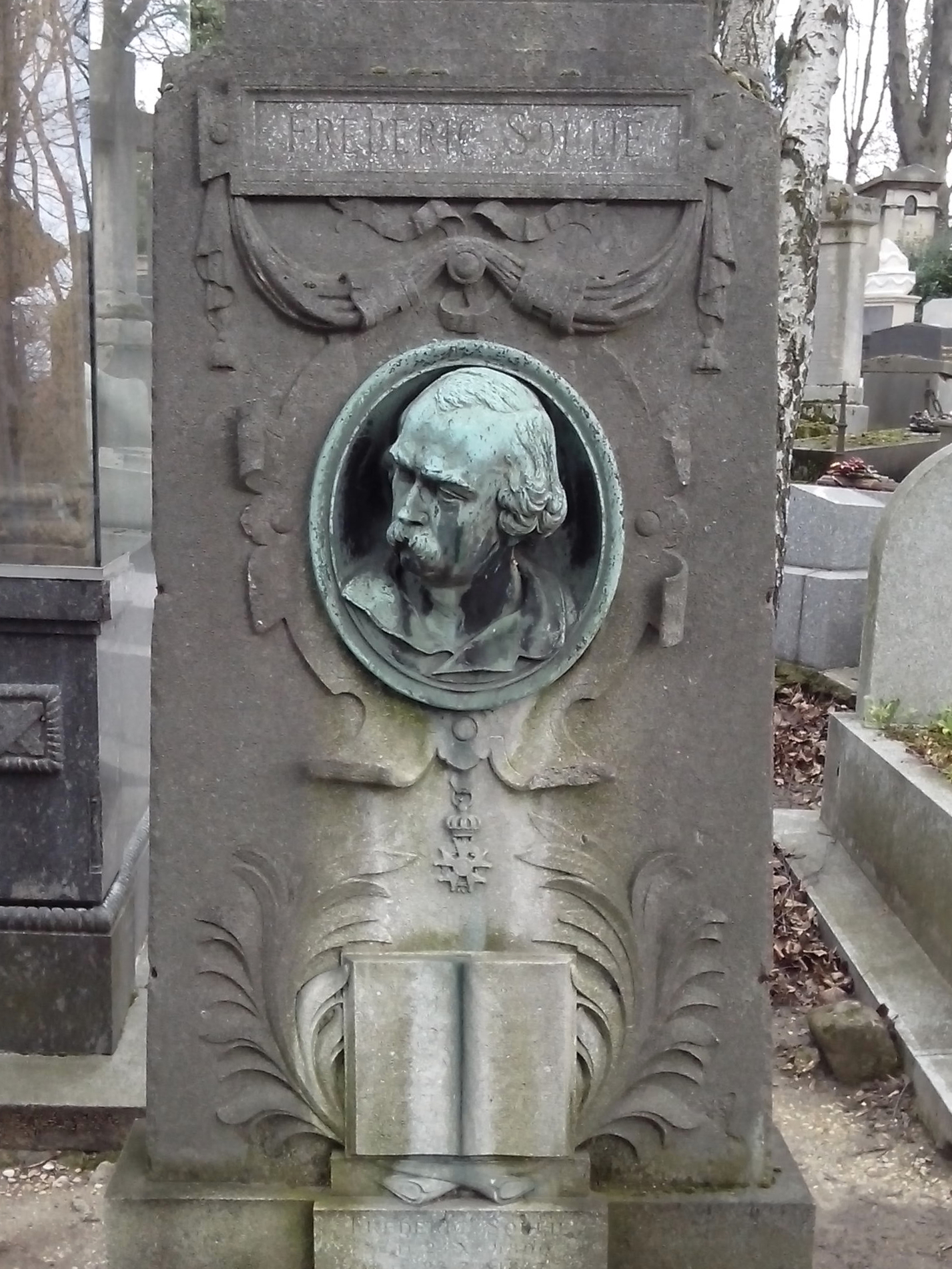
Grabstein auf dem Pariser Friedhof Père Lachaise

Mit dem Drama Clothilde und dem Roman Les Deux Cadavres begann sein Publikumserfolg. Clothilde wurde am 11. September 1832 im Théâtre-Français, der heutigen Comédie-Française, uraufgeführt. In schneller Folge verfasste er nun Dramen und Romane, die großen Anklang fanden. Dies wurde jedoch durch eine schwere Herzkrankheit unterbrochen, an der er in Bièvres, in seinem Landhaus l’Abbaye-aux-Bois am 23. September 1847 starb. Bei seiner Aufbahrung in der Kirche l’Église Sainte-Élisabeth du Temple und seinem Begräbnis auf dem Friedhof Père-Lachaise wurde er von einer großen Zahl von Trauergästen begleitet; die Grabreden hielten Victor Hugo und Alexandre Dumas.

## Werkverzeichnis (auszugsweise)
- Christine à Fontainebleau, Drama, 1829
- Clothilde, Drama, 1832
- Les Deux Cadavres, Roman, 1832
- La Librairie à Paris, 1832
- Le Comte de Toulouse, Roman, 1835
- Le Vicomte de Béziers, Roman, 1835
- Sathaniel, Roman, 1837
- Les Mémoires du diable, Feuilletonroman, 1837–1838[1]
- Diane de Chivry, Drama, 1839
- Le Lion amoureux, Roman, 1841
- La Maîtresse de maison de santé, 1841
- Le Second Mari, 1841
- Le Cocher du Maréchal C…, 1843
- Au Jour le Jour, Feuilletonroman, 1843–1844[2]
- La Closerie des genêts, Drama, 1846
- Le Rêve de Villebois, 1858?